# Steen Skybolt
Steen Skybolt je americký podomácku vyráběný akrobatický dvojplošník. Byl navržen Lamarem Steenem jako vysokoškolský inženýrský projekt a prototyp poprvé vzlétl v roce 1970.

## Konstrukce a vývoj

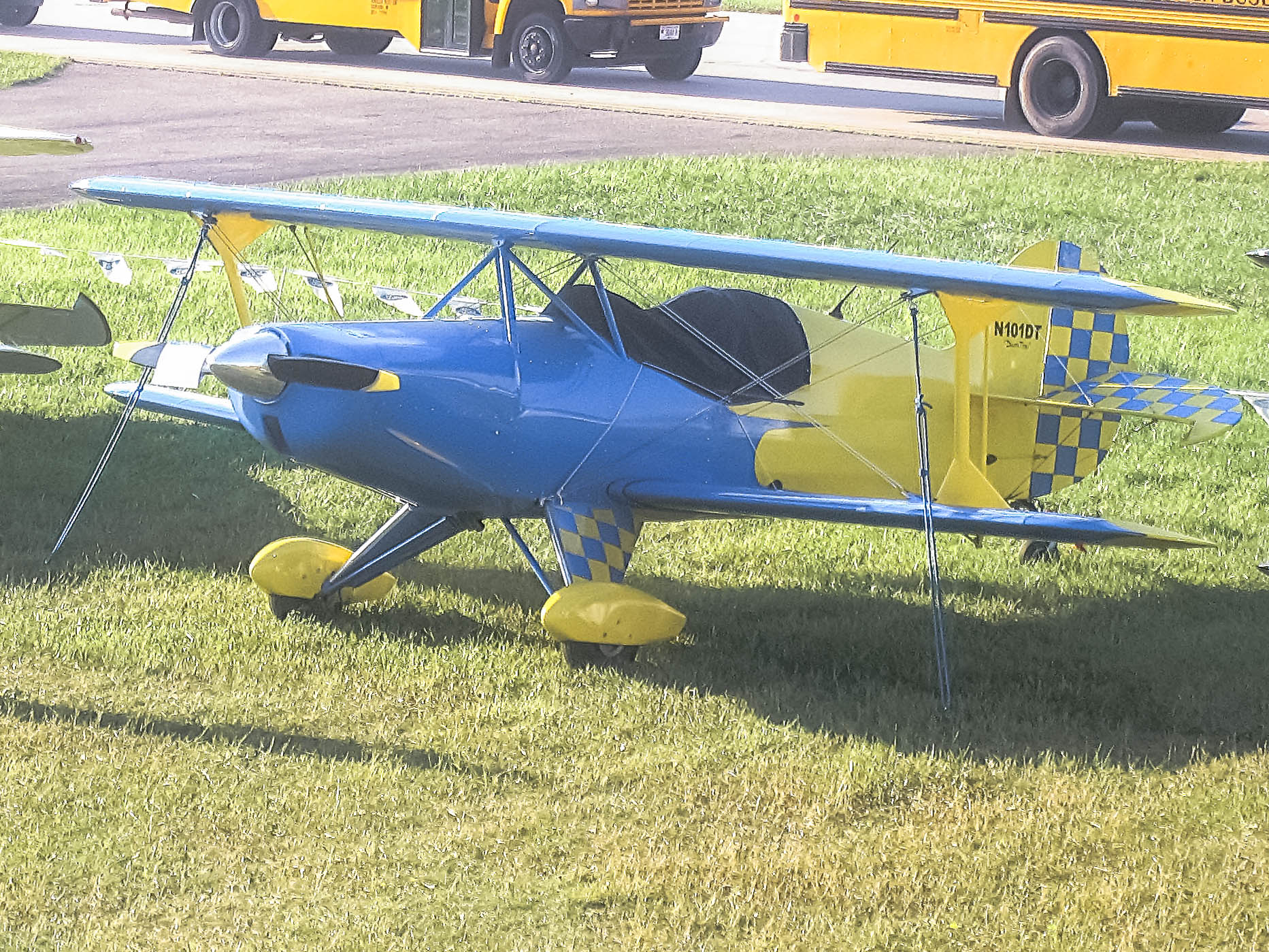
Steen Skybolt I

Letadlo je klasické konstrukce sestávající ze svařovaných trubek trupu a dřevěných křídel, to vše potažené plátnem. Má tandemový otevřený kokpit s uspořádáním sedadel za sebou a je navrženo snášet zatížení při běžné akrobacii. Kabiny jsou také často konstruovány jako uzavřené jednomístné s krytem ve tvaru bubliny. Některá akrobatická soutěžní letadla jsou postavena jako jednomístná s uzavřenou přední kabinou.

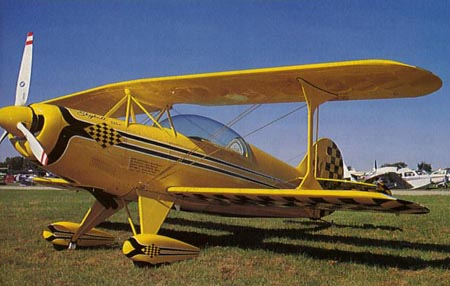
Původní Steenaero Hale Wallace Skybolt s výkonem přes 300 koní pojmenovaný Žlutý pták

Původní Skybolt měl motor Lycoming HO-360-B1B o výkonu 180 koňských sil (134 kW) ale bylo do něj možno nainstalovat motory v rozmezí 150 až 260 koňských sil (112 až 194 kW).

## Provozní historie

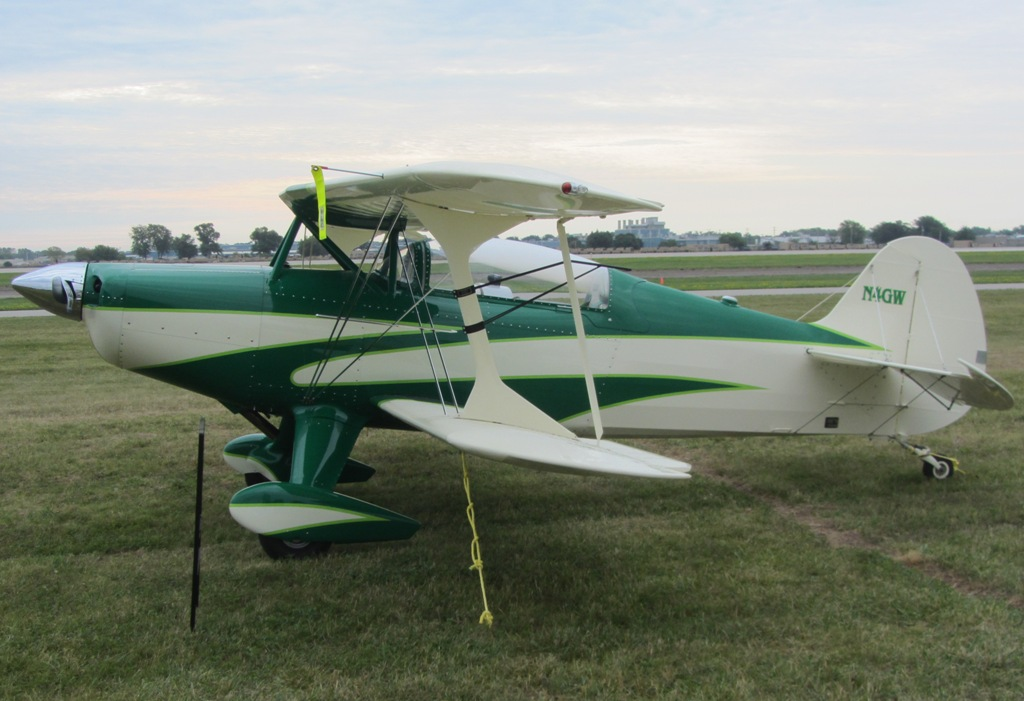
Steen Firebolt

Skybolt získal svou popularitu jako po amatérsku stavěný sportovní dvouplošník. Podle výrobních plánů prodaných do více než 29 zemí bylo postaveno více než 400 letadel. Skybolt vyhrál v roce 1979 první cenu na letecké přehlídce pořádané Sdružením experimentálních letadel v Oshkoshi ve Wisconsinu. Šestnáct letadel bylo zaregistrovány ve Spojeném království k lednu 2009.

## Varianty
Skybolt (S)
Standardní Skybolt tak jak byl původně dodáván pro domácí výrobu
Skybolt (D)
Měl upravenou konstrukci pro montáž motorů od 180 do 350 koňských sil (134 do 261 kW).
Skybolt (R)
Měl radiální motor s upraveným trupem a vylepšenou konstrukcí (D), vybavenou buďto motorem Vedeneyev M14P o výkonu 360 koní (268 kW), nebo devítiválcovým radiálním motorem Vedeneyev M14PF o výkonu 400 koňských sil (298 kW).
Skybolt 300
Skybolt s motorem o výkonu 300 koňských sil (224 kW).
Super Skybolt
Dvoumístná verze vytvořena Johnem Shiplerem vytvořena sloučením letadla Pitts S-2 se Skyboltem. Prototyp byl pojmenován Pozor bouře (Storm Warning).
Starfire Firebolt
Později vyvinutý typ Skyboltu s motorem Lycoming IO-540 o výkonu 300 koňských sil (224 kW) jež umožňoval cestovní rychlost 325 km/h a počáteční stoupavost 20 m/s.

## Specifikace (Skybolt (D))

### Obecná charakteristika
- posádka: 1
- délka: 5,79 m
- rozpětí: 7,32 m
- výška: 2,13 m
- prázdná hmotnost: 490 kg

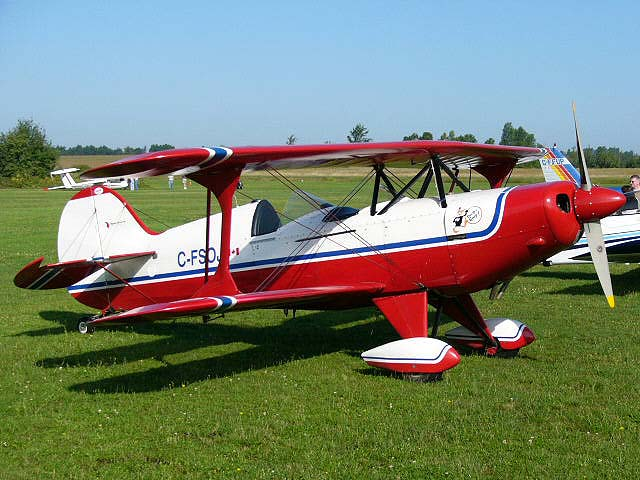
Steen Skybolt

- maximální vzletová hmotnost: 748 kg
- motor: 1 x Lycoming HO-360-B1B o výkonu 180 koňských sil (130 kW)

### Výkon

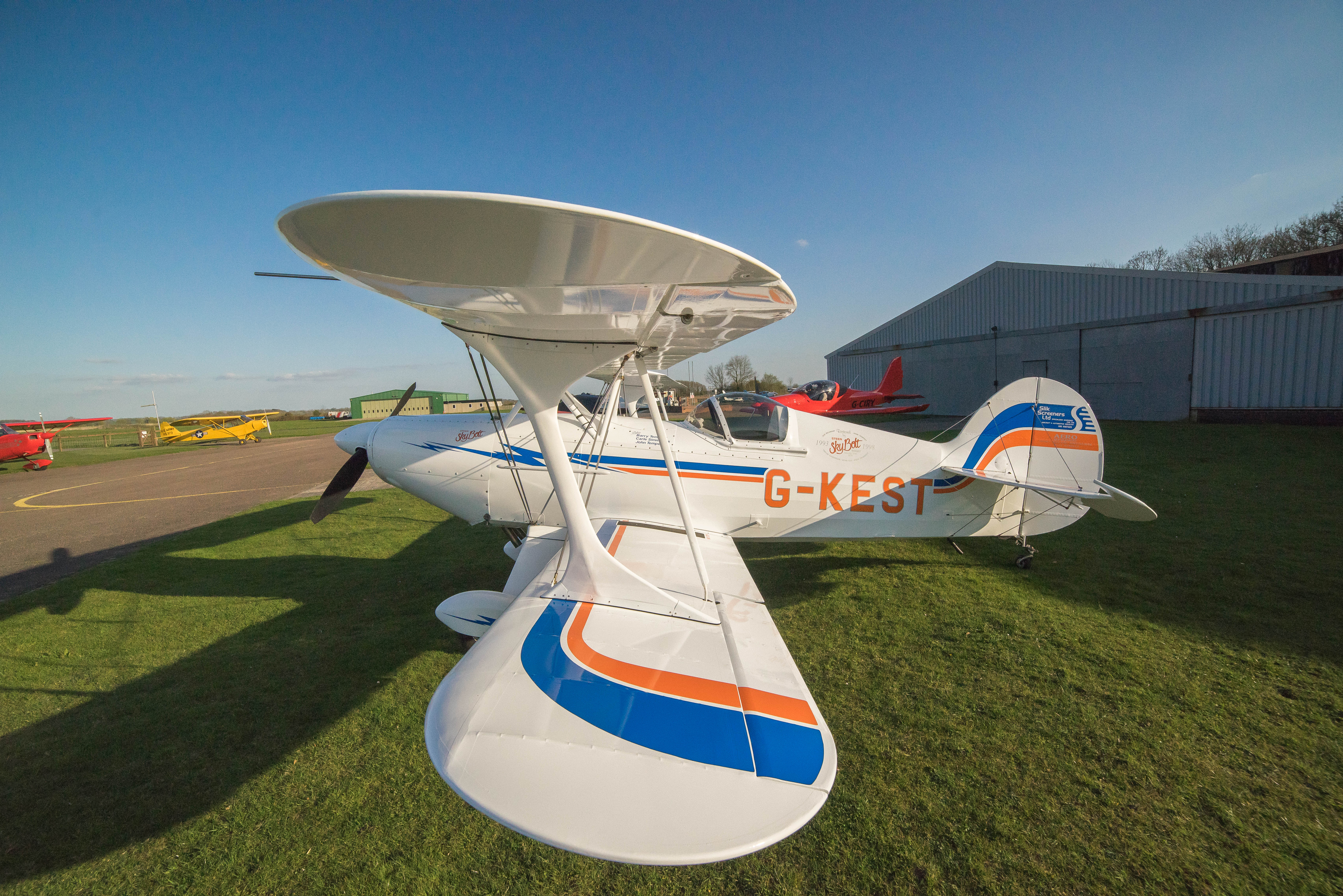
Steen Skybolt G-KEST na letišti v Leicesteru ve Velké Británii

- maximální rychlost: 233 km/h
- cestovní rychlost: 209 km/h
- dolet: 724 km
- stoupavost: 13 m/s